# Perrancey-les-Vieux-Moulins
Perrancey-les-Vieux-Moulins település Franciaországban, Haute-Marne megyében. Lakosainak száma 295 fő (2022. január 1.). Perrancey-les-Vieux-Moulins Courcelles-en-Montagne, Langres, Noidant-le-Rocheux, Saint-Ciergues és Saints-Geosmes községekkel határos.

## Népesség
A település népességének változása:
| Lakosok száma | 180  | 255  | 287  | 276  | 284  | 291  | 293  | 292  | 292  | 295  |
|               | 1968 | 1982 | 1990 | 2006 | 2013 | 2015 | 2017 | 2019 | 2020 | 2022 |